# Poecilium albicinctus
Poecilium albicinctus là một loài bọ cánh cứng trong họ Cerambycidae.